# Паркер, Алан (писатель)
Алан Паркер (англ. Alan Parker; род. 1965) — журналист, писатель, автор нескольких биографических книг о жизни музыкантов. Наиболее известен как исследователь панк-рока и библиограф Сида Вишеса.

## Биография
Родился в графстве Ланкашир, в детстве у него было диагностировано макроцефалия. Работал звукорежиссёром, несколько лет работал в лейбле EMI Records. Работал с группами Buzzcocks, Public Image Ltd и Stiff Little Fingers. Писал статьи для журналов, публиковал книги о Сиде Вишесе, группе The Clash и Stiff Little Fingers.

## Издания на русском языке
- Сид Вишес: Слишком быстр, чтобы жить, 2013 ISBN 978-5-91671-257-5, 978-5-91671-041-0;